# 桥西街道 (乌兰察布市)
桥西街道，是中华人民共和国内蒙古自治区乌兰察布市集宁区下辖的一个乡镇级行政单位。

## 行政区划
桥西街道下辖以下地区：
北财政街社区、回民区社区、马桥街社区、通佳社区和粮源路社区。